# Graafschap Feldkirch
Het graafschap Feldkirch was een tot de Oostenrijkse Kreits behorend graafschap binnen het Heilige Roomse Rijk.
De stad Feldkirch werd omstreeks 1190 gesticht door de graven van Montfort en was verbonden met het graafschap Bregenz. Ten gevolge van het huwelijk van paltsgraaf Hugo I van Tübingen met Elizabeth van Bregenz kwamen Bregenz, Montfort en Sigmaringen aan hun zoon Hugo, die zich daarna Van Montfort noemde.
Na de dood van Hugo II van Montfort in 1260 werd de erfenis omstreeks 1270 verdeeld onder zijn zoons:
- Rudolf II kreeg Feldkirch (uitgestorven in 1390);
- Ulrich I kreeg Bregenz en Sigmaringen (uitgestorven in 1338);
- Hugo III kreeg Tettnang (uitgestorven in 1787).

De laatste graaf, Rudolf V, was kinderloos en verkocht de rechten op het graafschap in 1375 aan Oostenrijk. Daardoor viel het graafschap na zijn dood in 1390 aan Oostenrijk. Daar zou het later deel gaan uitmaken van Vorarlberg.

## Regenten
| regering  | naam         | geboren    | overleden  | familie          |
| --------- | ------------ | ---------- | ---------- | ---------------- |
| 1270-1302 | Rudolf II    | voor 1244  | 19-10-1302 | zoon van Hugo II |
| 1302-1310 | Berthold I   |            |            | zoon             |
| 1302-1350 | Ulrich II    | 1263       | 17-02-1350 | broer            |
| 1310-1310 | Hugo IV      |            | 11-08-1310 | broer            |
| 1310-1321 | Frederik III |            | 13-03-1321 | zoon             |
| 1310-1350 | Hugo VI      | 1310       | 1350       | broer            |
| 1350-1375 | Rudolf IV    |            | 13-03-1375 | broer            |
| Rudolf V  | voor 1357    | 13-11-1390 | zoon       |                  |